# Детская Новая волна 2012
Де́тская Но́вая волна́ 2012 (англ. New Wave Junior 2012; латыш. 2012. gada Jaunais Vilnis) — пятый, юбилейный ежегодный международный конкурс юных исполнителей популярной музыки «Детская Новая Волна», финал которого проходил с 15 по 17 августа 2012 года в «Артеке». Трансляция конкурса осуществлялась телеканалом «Россия-1» с 24 по 26 августа 2012 года. Победительницей конкурса была объявлена Елизавета Пурис из России.

## Участники
| Имя, Фамилия             | Страна      | 1-й день | 2-й день | Итог |
| ------------------------ | ----------- | -------- | -------- | ---- |
| Ясин Гасанов             | Азербайджан | 85       | 83       | 168  |
| Арина Малхасян           | Армения     | 82       | 81       | 163  |
| Сона Гюлхасян            | Армения     | 87       | 88       | 175  |
| Илия                     | Беларусь    | 85       | 85       | 170  |
| Кристиан Костов          | Болгария    | 78       | 85       | 163  |
| Рашида                   | Казахстан   | 79       | 79       | 158  |
| БЕА                      | Латвия      | 76       | 76       | 152  |
| Александра Смераханьская | Польша      | 79       | 81       | 160  |
| Алиса Кожикина           | Россия      | 83       | 85       | 168  |
| Рагда Ханиева            | Россия      | 85       | 78       | 163  |
| Елизавета Пурис          | Россия      | 88       | 88       | 176  |
| Мадина Бону              | Узбекистан  | 74       | 77       | 151  |
| Виктория Литвинчук       | Украина     | 86       | 83       | 169  |
| Юрий Привыка             | Украина     | 88       | 86       | 174  |
| Алика Милова             | Эстония     | 77       | 85       | 162  |
| Джузепе Пичалло          | Италия      | 76       | 85       | 161  |

## Жюри конкурса
- Игорь Крутой
- Константин Меладзе
- Сергей Лазарев
- Ани Лорак
- Алексей Рыжов
- Вера Брежнева
- Влад Соколовский

## Победители
Победителем «Детской Новой Волны» стала Елизавета Пурис из России. Второе место завоевала представительница Армении Соня Гюлхасян. Третье место присудили украинцу Юрию Привыке. Каждому из победителей был вручен эксклюзивный приз — «Хрустальная волна».
Приз зрительских симпатий — «Бриллиантовую волну» — получила Виктория Литвинчук с Украины. Поездку по европейским музыкальным столицам от благотворительного фонда «Развитие Украины» получила исполнительница из Польши Александра Смераханьская. Приз от «Детского радио» — ротация песни в эфире — достался россиянке Рагде Ханиевой.

## Интересные факты
- В торжественной церемонии открытия конкурса лично принял участие президент Украины Виктор Янукович. Дав начало празднику, Виктор Федорович вручил председателю жюри Игорю Крутому звание Народный артист Украины[2].
- 12 августа прошел флешмоб, посвященный пятилетию конкурса «Детская Новая волна» на Набережной в г. Ялта.
- 17 августа состоялся Благотворительный матч по футболу за Кубок «Детская Новая Волна». На набережной Ялты встретились лауреаты и конкурсанты «Детской Новой Волны» и ребята из школы-интерната города Кривой Рог. Эти дети вышли в финал чемпионата «Единство ради мира», который имеет международное значение и проводится в 12 странах мира, а в этом году при помощи ФК «Шахтер» состоялся на Украине. Ребята из Кривого Рога победили в Ялте со счетом 9:5, несмотря на сильную игру молодых исполнителей. Судила матч Светлана Обернихина, судья Федерации Футбола города Ялты[3][4].